# Szucie
Szucie – wieś w Polsce, położona w województwie kujawsko-pomorskim, w powiecie rypińskim, w gminie Skrwilno.
| SIMC    | Nazwa       | Rodzaj    |
| ------- | ----------- | --------- |
| 0870014 | Kasprowizna | część wsi |
| 1030180 | W Łąkach    | część wsi |
| 1030204 | Za Bagnem   | część wsi |

W latach 1975–1998 wieś administracyjnie należała do województwa włocławskiego.
Według Narodowego Spisu Powszechnego (III 2011 r.) liczyła 203 mieszkańców. Jest dziesiątą co do wielkości miejscowością gminy Skrwilno.